# پروانس ۷۷۵۵
سیارک ۷۷۵۵ (به انگلیسی: 7755 Haute-Provence، نامگذاری:1989YO5) هفت هزار و هفتصد و پنجاه و پنجمین سیارک کشف شده‌است که در ۲۸ دسامبر ۱۹۸۹ کشف شد.
قدر مطلق سیارک برابر ۵۱.۲ است.